# Eleição municipal de São José em 2008
A eleição municipal da cidade brasileira de São José em 2008 ocorreu em 5 de outubro de 2008, em turno único.
O prefeito em exercício era Fernando Elias, do PSDB, que tentou a reeleição, mas quem venceu a eleição foi Djalma Berger, do PSB, que assumiu o cargo em 1° de janeiro de 2009. Treze vereadores foram eleitos para a Câmara Municipal.

## Contexto
A eleição de 2008 trouxe quatro candidatos fortes, com o resultado final refletindo isso: o então prefeito Fernando Elias, do PSDB, havia sido eleito em 2004 como o sucessor de Dário Berger, que havia sido prefeito da cidade entre 1996 e 2004 e se mudou para Florianópolis para tentar, com sucesso, se tornar prefeito da capital catarinense. Entretanto, Elias acabou perdendo popularidade, em especial após polêmicas envolvendo uma taxa de lixo que foi cobrada da população. Apesar disso, ele tentou a reeleição, mas agora tendo que defender sua própria gestão e sem o apoio de Dário.
Isso porque, em Florianópolis, Dário passou para o PMDB, partido que, em São José, lançou Adeliana Dal Pont como candidata. Adeliana havia participado das gestões de Dário em São José como Secretária da Saúde. Entretanto, o irmão de Dário e também ex-secretário dele, o deputado federal Djalma Berger, se candidata pelo PSB, deixando o apoio do irmão implícito. Além disso, Círio Vandressen concorre pela segunda vez pelo PT, partido que, a frente do governo federal a seis anos com Lula, tinha grande popularidade em 2008. Uma chapa formada por PSTU e PSOL, com Carlos Muller, fecha a lista de candidatos.

## Candidatos
|  | Nº | Candidato(a) a prefeito | Candidato(a) a prefeito                         | Candidato(a) a vice-prefeito | Candidato(a) a vice-prefeito                      | Coligação |
|  | -- | ----------------------- | ----------------------------------------------- | ---------------------------- | ------------------------------------------------- | --- |
|  | 13 |                         | Círio Vandresen (PT) Círio Vandresen            |                              | Osni Meurer (PP) Osni Meurer                      | São José de Todos - Partido dos Trabalhadores (PT) - Partido Progressista (PP) |
|  | 15 |                         | Adeliana Dal Pont (PMDB) Adeliana Dal Pont      |                              | Chico Silva (PPS) Pedro Francisco da Silva Rosa   | Muda São José - Partido do Movimento Democrático Brasileiro (PMDB) - Partido Popular Socialista (PPS) |
|  | 16 |                         | Carlos Muller (PSTU) Carlos Rogério Muller      |                              | Nilton Coelho (PSOL) Nilton José Coelho Neto      | Frente de Esquerda - Partido Socialista dos Trabalhadores Unificado (PSTU) - Partido Socialismo e Liberdade (PSOL) |
|  | 40 |                         | Djalma Berger (PSB) Djalma Vando Berger         |                              | Telmo Vieira (PDT) Telmo Pedro Vieira             | O Trabalho vai Voltar - Partido Socialista Brasileiro (PSB) - Partido Democrático Trabalhista (PDT) - Partido da República (PR) - Partido Trabalhista Brasileiro (PTB)                                                                |
|  | 45 |                         | Fernando Elias (PSDB) Fernando Melquíades Elias |                              | Sandra Martins (DEM) Sandra Pereira Alves Martins | Vencer pelo Trabalho - Partido da Social Democracia Brasileira (PSDB) - Democratas (DEM) - Partido Verde (PV) - Partido Republicano Brasileiro (PRB) - Partido Renovador Trabalhista Brasileiro (PRTB) - Partido Social Cristão (PSC) |

## Resultados

### Eleição municipal de São José em 2016 para Prefeito
Em uma eleição disputada, Djalma Berger se torna prefeito, consolidando os Berger nas prefeituras de São José e Florianópolis - Dário também seria reeleito em Florianópolis mais tarde. Cerca de doze mil votos separaram Djalma de Adeliana, Círio e do prefeito Fernando Elias, que terminaram ficam bem próximos, com cada um recebendo cerca de dois mil votos a mais que o outro.
| 1º Turno 5 de outubro de 2008 | 1º Turno 5 de outubro de 2008 | 1º Turno 5 de outubro de 2008 | 1º Turno 5 de outubro de 2008 |
| Candidato(a)                  | Vice                          | Votação                       | Votação                       |
| Candidato(a)                  | Vice                          | Total                         | Porcentagem                   |
| ----------------------------- | ----------------------------- | ----------------------------- | ----------------------------- |
| Djalma Berger (PSB)           | Telmo Vieira (PDT)            | 36.506                        | 34,76%                        |
| Adeliana Dal Pont (PMDB)      | Chico Rosa (PPS)              | 24.755                        | 23,57%                        |
| Círio Vandresen (PT)          | Osni Meurer (PP)              | 22.638                        | 21,55%                        |
| Fernando Elias (PSDB)         | Sandra Martins (DEM)          | 20.604                        | 19,62%                        |
| Carlos Muller (PSTU)          | Nilton Coelho (PSOL)          | 532                           | 0,51%                         |
| Total de votos válidos        | Total de votos válidos        | 105.035                       | 100,00%                       |
| Votos apurados                |                               |                               |                               |
| Votos válidos                 | Votos válidos                 | 105.035                       | 89,15%                        |
| Votos em branco               | Votos em branco               | 5.802                         | 4,92%                         |
| Votos nulos                   | Votos nulos                   | 6.987                         | 5,93%                         |
| Total de votos apurados       | Total de votos apurados       | 117.824                       | 100,00%                       |
| Eleitores                     |                               |                               |                               |
| Comparecimento                | Comparecimento                | 117.824                       | 87,71%                        |
| Abstenções                    | Abstenções                    | 16.514                        | 12,29%                        |
| Total de eleitores            | Total de eleitores            | 134.338                       | 100,00%                       |
| Total de seções: 352          |                               |                               |                               |

| Partido | Partido | Candidato                 | Votos   | Votos (%) |
| ------- | ------- | ------------------------- | ------- | --------- |
|         | PSB     | Djalma Berger             | 36 506  | 34,76%    |
|         | PMDB    | Adeliana Dal Pont         | 24 755  | 23,57%    |
|         | PT      | Cirio Vandresen           | 22 638  | 21,55%    |
|         | PSDB    | Fernando Melquíades Elias | 20 604  | 19,62%    |
|         | PSTU    | Carlos Muller             | 532     | 0,51%     |
| Totais  | Totais  | Totais                    | 105 035 |           |